# BMO Field
BMO Field este un stadion din Toronto, Ontario, Canada. Construit între 2006 și 2007, găzduiește meciurile echipei de fotbal Toronto FC (care joacă în Major League Soccer), ale echipei de fotbal canadian Toronto Argonauts din Canadian Football League, precum și meciuri ale echipelor naționale de fotbal și rugby al Canadei.
BMO Field a fost unul dintre cele șase stadioane utilizate pentru Cupa Mondială FIFA U-20 din 2007, găzduită de Canada.
Arena a găzduit, de asemenea, MLS All-Star Game din 2008.
Operatorul stadionului este compania Maple Leaf Sports & Entertainment care deține drepturile de nume ale stadionului pe o perioadă de 20 de ani, pe care le-a cedat pentru o perioadă de zece ani către Bank of Montreal (BMO). Compania a dobândit drepturile în schimbul sumei de 27 de milioane de dolari și este și sponsorul tricoului echipei.
Stadionul urmează să găzduiască meciuri la Campionatul Mondial de Fotbal 2026, Toronto fiind unul dintre cele două orașe canadiene care vor organiza partide, alături de Vancouver.